# U22-EM i volleyboll för damer
U22-EM i volleyboll för damer är en tävling organiserad av Confédération Européenne de Volleyball för damjuniorlandslag i Europa sedan 2022. Tävlingen är planerad att spelas i juli vartannat år. Åtta lag deltar i turneringen. Syftet med turneringen är att underlätta övergången från junior- till seniorspelare. Italien vann det första mästerskapet.

## Upplagor
| Upplaga              | Podium  | Podium  | Podium  |
| Upplaga              | Guld    | Silver  | Brons   |
| -------------------- | ------- | ------- | ------- |
| 2022 mer information | Italien | Serbien | Turkiet |
| 2024 mer information | Italien | Serbien | Turkiet |

## Medaljörer
| Pos. | Lag     | Guld | Silver | Brons |
| ---- | ------- | ---- | ------ | ----- |
| 1    | Italien | 2    | -      | -     |
| 2    | Serbien | -    | 2      | -     |
| 3    | Turkiet | -    | -      | 2     |